# Żebrowiec krwisty
Żebrowiec krwisty (Delesseria sanguinea)  – okazały, głębokowodny krasnorost bałtycki. Wyglądem niezwykle przypomina on roślinę naczyniową, posiadającą krótką łodygę (gruba oś główna) i duże, pofałdowane liście, podobne do bukowych (plechy), z ogonkami i nerwami. Liściokształtne plechy żebrowca krwistego osiągają długość do 15–25 cm i szerokość do 10 cm. Są przezroczyste, barwy intensywnie czerwonej, mocniejszej niż u innych krasnorostów polskiego morza. Glon ten znosi minimalną temperaturę kilku °C. W polskim Bałtyku rośnie głównie na obszarze Ławicy Słupskiej, na dnie kamienistym o głębokości ok. 20 m. Występuje również w Morzu Północnym. Jego plechy zawierają substancje antykoagulujące. Krewnymi tego krasnorostu są żebrowiec bruzdowany i żebrowiec skrzydlaty, również rosnące w wodach morskich Europy.